# Charles de Méan
Pour les articles homonymes, voir Méan.
Charles de Méan, seigneur d'Atrin, né en 1604 à Liège et mort le 6 avril 1674 dans cette même ville, est un jurisconsulte et homme politique liégeois.
Considéré comme le plus éminent juriste de toute l'histoire de la principauté de Liège, il reçoit le surnom de « Papinien liégeois » et celui « d'oracle du droit liégeois », signifiant par cela son importance et sa primauté par rapport à tout autre juriste de son temps. Ses travaux sont si importants et si savamment présentés que chaque nouveau magistrat en recevait un exemplaire lors de son entrée en fonction.
Il est considéré comme l'un des plus grands jurisconsultes liégeois avec Mathias-Guillaume de Louvrex et Dominique-François de Sohet.

## Biographie
Provenant de la famille de Méan, déjà reconnue et estimée, Charles de Méan réalise ses études à l'université de Louvain à partir de 1620, jusqu'au grade de licencié. Après un bref voyage à Paris, il revient à Liège où il est amené à exercer de nombreuses fonctions dans une période agitée.
Au début du XVIIe siècle, de violents troubles politiques viennent troubler le régime communal liégeois. Deux camps opposés s'affrontèrent : les Chiroux et les Grignoux. Les premiers sont décrits succinctement comme des conservateurs, des partisans du prince et de l'alliance espagnole, tandis que ces derniers sont qualifiées de républicains, de membres du parti populaire et de partisans de la France.
Après l'assassinat de l'échevin La Ruelle, le prince-évêque Ferdinand doit s'échapper de la ville. Pour pouvoir y revenir et tenter d'apaiser les conflits, il décide de convoquer les États qui se réunirent à Tongres et signent le 26 avril 1640 la paix de Tongres, dite aussi paix fourrée (car personne ne la souhaite réellement). Charles de Méan est à cette occasion désigné comme député de la « bonne ville de Liège » et prend part aux débats.
Charles de Méan est ensuite élu à deux reprises en tant que bourgmestre de Liège. La deuxième fois, en 1646 et dans un contexte explosif, provoque de nombreux morts qui le poussent à se démettre de ses fonctions en déclarant « Je ne veux sacrifier à mon ambition la vie des bourgeois et l'intérêt de l’État ».
Après ces troubles, il se retire de la vie politique et se consacre à ses magistratures et à l'étude du droit. Très versé dans l'érudition, Charles de Méan expose de manière claire et précise toutes les arcanes du droit liégeois. Les critiques contemporaines et postérieures ne tarissent pas d'éloges sur son savoir et sur sa science.
Il est enterré avec son épouse dans une tombe de l'église Sainte-Claire de Liège, aujourd'hui détruite, dans un tombe gravée d'une épitaphe distinctive.

## Œuvres
- Recueil des points marquez pour coustumes du pays de Liège. Par le sieur Pierre de Méan, conseiller de Son Altèze Sérénissime, eschevin de sa haute justice, reveuz l’an 1642 par les députez de Son Altèze et de ses estats (1650 ; publication de l'œuvre de son père, qui avaient été empêchées par les troubles politiques)
- Observationes et res judicatœ ad jus civile Leodiensium, Romanorum, aliarumque gentium, canonicum et feudale (6 parties entre 1652 et 1678 ; une édition de 1740 annotée par Mathias-Guillaume de Louvrex en rassemble les différentes parties)
- Annales Rerum Leodiensium
- Resolution de droit pour la subsistance du fidéicommis de la maison d'Egmont au profit de Philippe, comte d'Egmont (1649)
- Résolution de droict pour Illustre Dame, Madame Anne Marguarite de Reede, Heritiere d'Illustre Dame, Madame Marguarite d'Eynatten Comtesse de Groesbeeck, Adiournée en matière de Reuision. Contre Illustre Seigneur Adolphe Baron d'Eynatten, Seigneur de Nieuwenbourgh, Suppliant, & Impétrant (1646)
- Iure sustineri non potest (1663)
- Responsum de jure (1663-1666)
- Recueil des recès pour la régence de la ville de Maestricht, entre les seigneurs Arnold, baron de Kerckhem, et Charles de Mean
- Nomenclator Idiotismi Leodiensis (1671)

## Armoiries
En mars 1648, Charles de Méan reçoit de l'empereur Ferdinand III des lettres d'anoblissement qui lui permettent d'ajouter l'aigle impériale à ses anciennes armoiries. Ces lettres ne lui accordent cependant aucun titre, comme certains travaux le prétendent (en revanche, les cinq fils de Méan seront biens fait barons du Saint-Empire). Le blason de la famille de Méan est depuis lors :
D'argent à l'arbre au naturel, chargé de fruits, posé sur un terte de sinople ; à l'aigle éployée de sable, becquée et membrée de gueules et couronnée d'or, tenant dans ses serres une tringle d'or, brochant sur le fût de l'arbre

## Hommages

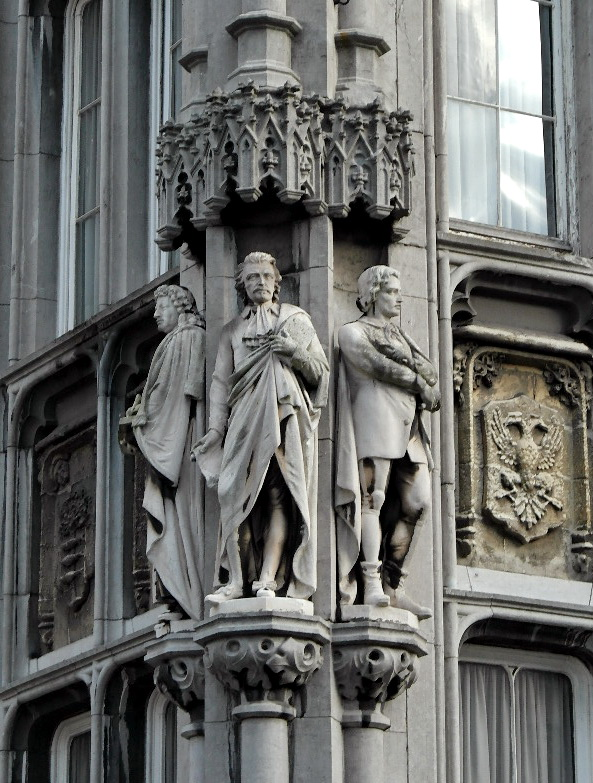
La statue de Charles de Méan sur la façade du palais provincial de Liège, cotôyées par les statues de Louvrex (à gauche) et de Jean Del Cour (à droite)

- Une statue en pierre de sable de Méan sculpté par Guillaume Geefs, accompagnée de celles de trois autres juristes liégeois, orne la façade de l'ancien palais de justice de Verviers[11].
- Une rue de Liège porte son nom, bien que certains pensent qu'elle a été ainsi nommée en l'honneur du dernier prince-évêque de Liège[12].
- Le palais provincial de Liège, adossé au palais des princes-évêques, comporte une statue de Charles de Méan réalisée par Jules Halkin.
- Au sein du campus du Sart Tilman, le bâtiment B31 abritant la faculté de droit, de science politique et de criminologie de l'université de Liège comporte un amphithéâtre nommé « De Méan »[13].
- La galerie des bustes du palais de Justice de Bruxelles, situé près de la Cour de cassation, comporte un buste de Charles de Méan[14].